# Тропинское
Тропинское — деревня в Вичугском районе Ивановской области. Входит в состав Сошниковского сельского поселения.

## География
Находится в северо-восточной части Ивановской области на расстоянии приблизительно 13 км на юг-юго-восток по прямой от районного центра города Вичуга.

## История
В 1872 году здесь (тогда Юрьевецкий уезд Костромской губернии) был учтен 21 двор, в 1907 году —32.

## Население
Постоянное население составляло 115 человек (1872 год), 121 (1897), 148(1907), 68 в 2002 году (русские 99 %), 60 в 2010.